# Coel Hen
Coel Hen o Coel el Vell (en gal·lès: Coil) és un personatge destacat de la literatura gal·lesa des de l'edat mitjana. Segons la llegenda, va ser un cabdill brità del segle IV o de l'època posterior a l'abandonament dels romans de Britànnia, i el progenitor de diverses dinasties de reis dels regnes del nord de l'illa de la Gran Bretanya (Hen Ogledd). En altres llegendes medievals posteriors es parla d'un Coel, figura que podria derivar d'aquest personatge, del qual diuen que va ser pare de santa Elena i avi de l'emperador Constantí el Gran. Hi ha altres personatges literaris en la tradició gal·lesa, la història dels quals es barreja amb la d'aquest. De vegades s'ha dit que el llegendari rei Coel podria ser la base històrica de la rondalla popular titulada Old King Cole, però això sembla poc probable.

## El nom
La paraula Coel s'escrivia Coil en gal·lès antic. El seu origen podria ser el mateix que el del nom comú coel («creença, fe» o «auguri, destí»). La paraula Hen, que generalment acompanya el nom d'aquest personatge, vol dir «vell», és a dir Coel el Vell, i en les genealogies antigues també consta unit a un altre epítet, Coel Godebog (en gal·lès antic Guotepauc), que vol dir «protector» o «acollidor». Tanmateix, Godebog podria ser un nom propi, ja que en algunes de les genealogies de la col·lecció Harley de reis gal·lesos, Godebog apareix com el nom del pare de Coel. Geoffrey de Monmouth va llatinitzar el nom en la forma Coelus i alguns autors moderns l'han actualitzat en la forma Cole.